# 班布里奇 (纽约州)
班布里奇（英語：Bainbridge）是位于美国纽约州希南戈县的一个镇，地处希南戈县东端、宾汉姆顿与奥尼昂塔之间。2010年美国人口普查时，该镇有3308人。1791年建镇，1814年得名班布里奇，以纪念美国海军准将威廉·班布里奇。